# Луста, Лариса Викторовна
Лари́са Ви́кторовна Лу́ста (29 января 1966, Тихвин) — советская и российская актриса и эстрадная поп-фолк-рок-певица русского шансона.

## Биография
1991-1994 — солистка Петербургского камерного хора под управлением Н. Н. Корнева.
В октябре 1998 дебютировала в Эрмитажном театре в Санкт-Петербурге с оркестром «Санкт-Петербург Камерата» и дирижёром Мариинского театра Алексеем Титовым.
В 1999 году — лауреат Всероссийского конкурса молодых исполнителей русского романса «Романсиада» в Москве.
2000 — 1 премия на конкурсе «Весна романса» в Санкт-Петербурге. Знакомство на конкурсе с композитором Андреем Петровым и пианистом Михаилом Аптекманом. Аптекман стал постоянным партнёром Ларисы Лусты по сцене
2003 — первый сольный концерт в зале БКЗ «Октябрьский».
2004 — съёмка видеоклипа на песню Андрея Петрова «Дороги».
2004-2005 — ведущая программы «Монплезир» на телеканале ТНТ.
2004 — первый сольный концерт в Москве в Большом концертном зале им. П. И. Чайковского.
2005 — исполнение одной из главных партий в ледовой опере «Бесконечность».
2006 — съёмка клипа с Сергеем Пенкиным на дуэт из мюзикла «Призрак оперы».
2006 — специальный гость «Евровидения» в Афинах.
2007 — первый сольный концерт в большом зале Туринской консерватории в сопровождении квартета «Ма. Гр. Иг. Ал» (Италия).
2008 — специальный гость «Евровидения» в Белграде.
2008 — начало совместного проекта с «Maki Kolihmainen Productions Oy Ltd».
2008 — создание оркестра «Рок-классика».
2008 — дебют в кино — роль Лилит в фильме «Retrum».

## Достижения
- 1999 — лауреат всероссийского конкурса «Романсиада» в Москве.
- 2000 — 1 премия на конкурсе «Весна романса» в Санкт-Петербурге.
- 2000 — специальная премия итальянского музыкального фонда на музыкальном фестивале (г. Болонья)
- 2007 — вручение медали им. Н. Рериха за сохранение культурного наследия России.
- 2008 — вручение премии «Музыкант» за лучший классический вокал.

## Фильмография
- 2007 — 2010 — Гаишники — Тамара
- 2009 — Видримасгор, или История моего космоса — Зара
- 2010 — Демон и Ада
- 2010 — Чёрный город — Анна
- 2013 — Английский русский — Нина

## Дискография
- 2004 — «Наши встречи»
- 2006 — «Ожерелье»
- 2009 — «Танцы на углях»
- 2011 — «Невидимая нить»
- 2013 — «Пасьянс»
- 2013 — «Labyrinth»